# سورة
السُّورَة مقطع من القرآن يشتمل على آيات ذوات فاتحة وخاتمة. وفي القرآن 114 سورة أولها الفاتحة وآخرها الناس. وقد تعني كلمة سورة المنزلة من البناء فاستخدمت للدلالة على أن سور القرآن مقطوعة عن الأخرى. ويمكن أن يكون أصل الكلمة «سؤرة»، بعد تخفيف الهمزة، وتعني البقية ويرجع الكثير من المستشرقين أصل الكلمة للآرامية أو العبرية. وقد وردت كلمة «سورة» في القرآن في تسعة مواضع. وقد اختلف في ترتيب سور القرآن بكونه وقفيا من عند الله أم من اجتهاد الصحابة.

## المحتوى

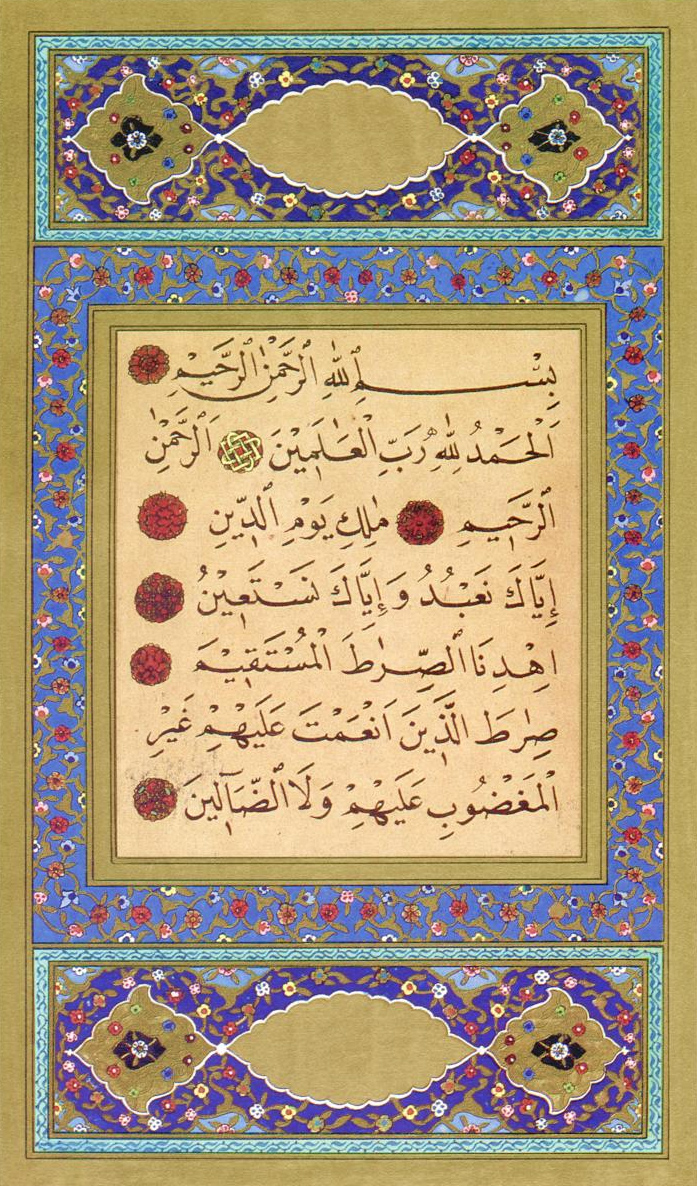
الفاتحة هي أول سورة في القرآن الكريم.

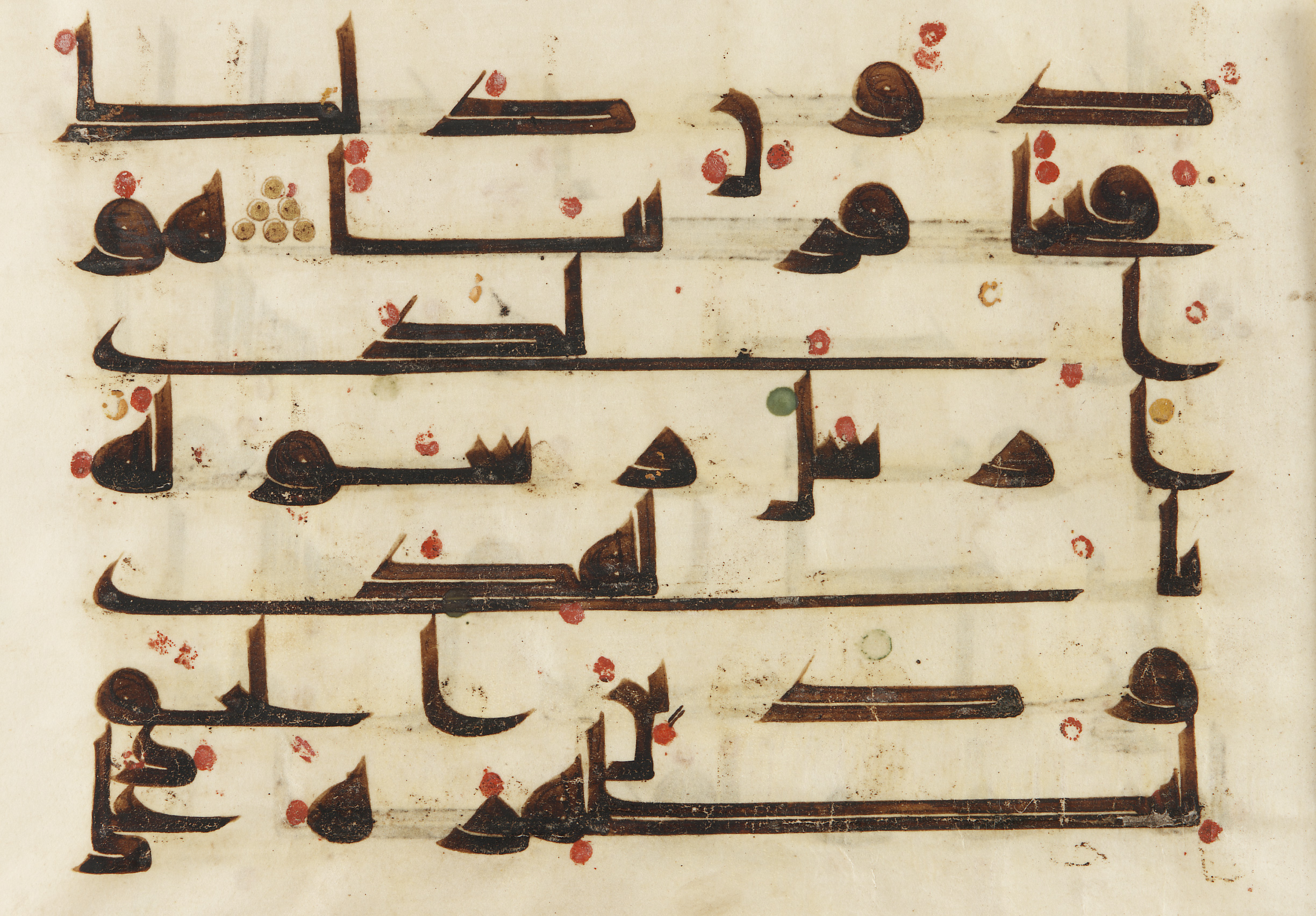
صفحة من سورة الفتح

يقسم القرآن إلى 114 فصلاً مختلفة الطول، تُعرف باسم «السُوَر» ومفردها «سورة». وتُقسم هذه السور إلى قسمين: مكية ومدنية. وقد قسّم علماء الشريعة سور القرآن إلى ثلاثة أقسام وفقًا لطولها، ألا وهي: السبع الطوال وهي البقرة، وآل عمران، والنساء، والمائدة، والأنعام، والأعراف، وبراءة. وسميت بالطوال لطولها، والطوال جمع طولى. والمئون، وهي ما ولي السبع الطوال، سُمِّيَت بذلك لأن كل سورة منها تزيد على مائة آية أو تقاربها. والمثاني، وهي ما ولي المئين. أما السور المكية فهي التي نزلت في مدينة مكة قبل الهجرة إلى المدينة، وأغلبها يدور على بيان العقيدة وتقريرها والاحتجاج لها، وضرب الأمثال لبيانها وتثبيتها وعددها 86 سورة. أما السور المدنية فهي التي نزلت بعد الهجرة في المدينة المنورة، ويكثر فيها ذكر التشريع، وبيان الأحكام من حلال وحرام وعددها 28 سورة.

## البسملة
أولى السور في القرآن هي سورة الفاتحة، وقد جُمعت السور الطويلة في أوّل المصحف والقصيرة في آخره، وبالتالي فإن ترتيب السور ليس بحسب تاريخ نزولها، وجميع هذه السور تبدأ بالبسملة: ، عدا سورة التوبة، ويفسّر العلماء ذلك بقولهم إنها نزلت بالقتال والبسملة بركة وطمأنة فلا يناسب أن تبدأ السورة التي في القتال وفي الحديث عن المنافقين بالبسملة، وقيل أيضًا لأن العرب كان من شأنهم أنهم إذا كان بينهم وبين قوم عهد فإذا أرادوا التوقف عنه كتبوا إليهم كتابًا ولم يكتبوا فيه بسملة، فلما نزلت السورة بنقض العهد الذي كان بين النبي محمد والمشركين بعث بها النبي علي بن أبي طالب، فقرأها عليهم ولم يبسمل في ذلك على ما جرت به عادة العرب. لكن على الرغم من ذلك، فإن عدد البسملات في القرآن يصل إلى 114 بسملة ليتساوى بذلك مع عدد السور، وذلك لأن إحدى البسملات ذُكرت في صُلب سورة النمل، على أنها ما كان النبي والملك سليمان يفتتح به رسائله إلى بلقيس ملكة سبأ:  ﴿إِنَّهُ مِنْ سُلَيْمَانَ وَإِنَّهُ بِسْمِ اللَّهِ الرَّحْمَنِ الرَّحِيمِ ۝٣٠﴾ .

## ترتيب السور
يعد ترتيب السور في القرآن أحد فروع علوم القرآن التي ينبغي لمفسر القرآن أن يحيط بها، وقد اختلف علماء التفسير في ترتيب سور القرآن على ثلاثة أقوال: الأول: أنه توقيفي عن النبي صلى الله عليه وسلم، والثاني: أنه حصل باجتهاد الصحابة، والثالث: أن بعضه توقيفي وبعضه اجتهادي.
اعتنى علماء المسلمين بعلم تناسب السور، وأسرار ترتيب سور القرآن الكريم، وتنوعت تلك العناية من خلال بيان هذا العلم وأهميته، وكشف عدد كبير من الترابط السياقي بين سور القرآن فيما بينها، وقد اختلف العلماء في ترتيب السور، هل هو بتوقيف من النبي صلى الله عليه وسلم، أو باجتهاد من الصحابة؟ وذلك بعد الإجماع على أن ترتيب الآيات توقيفي. فذهب بعضهم إلى أنه باجتهاد الصحابة، واستدلوا باختلاف مصاحف الصحابة في ترتيب السور؛ فمنهم من رتبها بحسب أولوية النزول، فبدأ بسورة العلق، ثم التي تليها في النزول، وهكذا، ومنهم رتبها بحسب طول السور؛ فبدأ بسورة البقرة، ثم النساء، ثم الأطول فالأطول. وذهب البعض الآخر إلى أنه توقيفي، وأن جبريل أوقف النبي صلى الله عليه وسلم على مواضع الآيات والسور؛ فمن قدم سورة أو أخرها فقد أفسد نظام القرآن، واستدلوا بحديث النبي صلى الله عليه وسلم: «اقرءوا الزهراوين البقرة، وسورة آل عمران» [صحيح مسلم، رقم 804]، وبحديث حذيفة، قال: «قمت مع رسول الله صلى الله عليه وسلم ذات ليلة فقرأ السبع الطوال في سبع ركعات» [مسند أحمد، رقم 23300]. وذهب غيرهم إلى أن ترتيب معظم السور توقيفي والبعض الآخر باجتهاد الصحابة. واستدلوا أيضًا بأنه وردت أحاديث تفيد ترتيب البعض بالتوقيف، وخلا البعض الآخر مما يفيد التوقيف، بل وردت آثار تصرح بأن الترتيب في البعض كان عن اجتهاد.
وقال ابن حجر ترتيب بعض السور على بعضها أو معظمها لا يمتنع أن يكون توقيفاً، قال:
| سورة | ومما يدل على أن ترتيبها توقيفي ما أخرجه أحمد وأبو داود عن أَوْسِ بْنِ حُذَيْفَةَ قَالَ سَأَلْنَا أَصْحَابَ رَسُولِ اللَّهِ صَلَّى اللَّهُ عَلَيْهِ وَسَلَّمَ حِينَ أَصْبَحْنَا قَالَ قُلْنَا كَيْفَ تُحَزِّبُونَ الْقُرْآنَ قَالُوا نُحَزِّبُهُ سِتَّ سُوَرٍ وَخَمْسَ سُوَرٍ وَسَبْعَ سُوَرٍ وَتِسْعَ سُوَرٍ وَإِحْدَى عَشْرَةَ سُورَةً وَثَلاثَ عَشْرَةَ سُورَةً وَحِزْبُ الْمُفَصَّلِ مِنْ ق حَتَّى تَخْتِمَ. فهذا يدل على أن ترتيب السور كان على عهد رسول الله صلى الله عليه وسلم ويحتمل أن الذي كان مرتباً حينئذ حزب المفصل خاصة بخلاف ماعداه | سورة |

## تسمية السور
إن سور القرآن مائة وأربع عشرة سورة، كانت أسماؤها معروفة في زمن النبي صلى الله عليه وسلم؛ فقد كان إذا نزل عليه الشيء من القرآن يدعو بعض مَن يكتب له ويقول: «ضعوا هذه الآيات في السورة التي يذكر فيها كذا وكذا». [سنن أبي داود، رقم 786] يشير بهذا إلى اسم السورة.
ومن الأهمية بمكان النظر في وجه اختصاص كل سورة بما سميت به، وقد يكون للسورة الواحدة أكثر من اسم، كسورة الإسراء تسمى أيضًا سورة بني إسرائيل.
ويرى السيوطي أن أسماء سور القرآن توقيفية قال: وقد ثبت جميع أسماء السور بالتوقيف من الأحاديث والآثار، ولولا خشية الإطالة لبينت ذلك.
ويرى البعض خلاف ذلك؛ فعن سعيد بن جبير، قال: قلت لابن عبّاس: سورة الحشر، قال: قل سورة النّضير. [صحيح البخاري، رقم 4029] ففي هذا ما يبيّن أنّ تسمية سور القرآن لم تكن توقيفيّة عند أصحاب النّبيّ صلى الله عليه وسلم، وإلّا لما ساغ لابن عبّاس أن يخالف ذلك.
ومن رأى من علماء التفسير المحافظة على الاسم الوارد وعدم تغييره رأى أن في فتح باب جواز التسمية إهدارًا لكيان السورة، وما اشتهرت به، وتعمية للجلي الواضح، ووضعه في ثوبٍ من الجهل والخفاء، مما لا يليق وعظمة سور القرآن.
ويمكن النظر في وجه اختصاص كل سورة بما سميت به، ولا شك أن العرب تراعي في الكثير من المسميات أخْذَ أسمائها من نادر أو مستغرب يكون في الشيء من خلق أو صفة تخصه، أو تكون معه أحكم أو أكثر أو أسبق لإدراك الرائي للمسمى، ويسمون الجملة من الكلام أو القصيدة الطويلة بما هو أشهر فيها، وعلى ذلك جرت أسماء سور القرآن، كتسمية سورة البقرة بهذا الاسم؛ لقرينة ذكر قصة البقرة المذكورة فيها، وعجيب الحكمة فيها، وسميت سورة النساء بهذا الاسم؛ لما تردد فيها من كثير من أحكام النساء.
وقد يكون للسورة اسم واحد، وعليه الكثرة من سور القرآن، وقد يكون لها اسمان فأكثر من ذلك؛ فمثلًا:
1. الفاتحة، تسمى أيضًا: أم الكتاب، والسبع المثاني، والحمد، والواقية، والشافية.
2. الإسراء، تسمى أيضًا: بني إسرائيل.
3. النمل، تسمى أيضًا: سورة سليمان.
4. السجدة، تسمى أيضًا: سورة المضاجع.
5. فاطر، تسمى أيضًا: سورة الملائكة.
6. الزمر، تسمى أيضًا. سورة الغرف.
7. غافر، تسمى أيضًا: سورة المؤمن.
8. الإنسان، تسمى أيضًا: سورة الدهر.
9. محمد، تسمى أيضًا: سورة القتال.
10. الممتحنة، تسمي أيضًا: الامتحان.
11. الصف، تسمى أيضًا: سورة الحواريين.
12. سورة الملك. تسمى أيضًا: سورة تبارك.
13. سورة النبأ، عم، وتسمى أيضًا: سورة التساؤل، والمعصرات.
14. البينة وسورة لم يكن، تسمى أيضًا: سورة أهل الكتاب، والقيامة.[24]

## ترتيب الآيات في القرآن
ترتيب الآيات في سورها توقيفي ثابت بالوحي، وبأمر رسول الله صلى الله عليه وسلم ، وكانت الآيات تتنزل عليه، ويأمر كتاب الوحي بوضعها في مكانها من السور بتبليغ من جبريل عليه السلام، وقد ترادفت النصوص على كون ترتيب الآيات توقيفياً، ونقل الإجماع على ذلك غير واحد من العلماء منهم:
- الزركشي: حيث قال فأما الآيات في كل سورة، ووضع البسملة في أوائلها، فترتيبها توقيفي بلا شك، ولا خلاف فيه.[27][28]
- وقال مكي: ترتيب الآيات في السور، ووضع البسملة في الأوائل، هو من النبي صلى الله عليه وسلم، ولما لم يأمر بذلك في أول براءة، تركت بلا بسملة.[29]
- وقال القاضي أبو بكر الباقلاني: ترتيب الآيات أمر واجب، وحكم لازم، فقد كان جبريل يقول ضعوا آية كذا في موضع كذا.[30]

## الترابط والتناسب بين سور القرآن
إن التآلف والترابط والتناسب كما هو حاصل بين آيات القرآن في السورة الواحدة، حاصل بين سور القرآن، فأنت لا تقرأ سورة من سور القرآن بإمعان، إلا وتجد بينها وبين سابقتها مناسبة ورابطة، تظهر سر الإعجاز في ترتيب سوره، وهو على ثلاثة أقسام:

### القسم الأول: مناسبة فواتح السور لخواتمها مثل:
- سورة القصص: فقد بدأت بقصة موسى عليه السلام، والوعد برده إلى أمه، ودعائه ألا يكون ظهيراً للمجرمين، ثم ختم الله السورة بتسلية رسولنا صلى الله عليه وسلم بخروجه من مكة، ووعده بالرجوع إليها، قال تعالى: {إِنَّ الَّذِي فَرَضَ عَلَيْكَ الْقُرْآنَ لَرَادُّكَ إِلَى مَعَادٍ}[31]، وقد عاد إليها فاتحا ًمنتصراً، وقيل له: {فَلاَ تَكُونَنَّ ظَهِيرًا لِّلْكَافِرِين}.[32]
- سورة المؤمنون: افتتحت بقوله تعالى: {قَدْ أَفْلَحَ الْمُؤْمِنُون}[33]، وورد قبل آخرها بآية، قوله تعالى: {إِنَّهُ لاَ يُفْلِحُ الْكَافِرُون}.[33]
- سورة صّ: بدأها بالذكر في قوله تعالى: {ص وَالْقُرْآنِ ذِي الذِّكْر}[34]، وقال تعالى قبل آخرها بآية: {إِنْ هُوَ إِلاَّ ذِكْرٌ لِّلْعَالَمِين}.[35]
- سورة القلم: نفى في أولها ما رمي به صلى الله عليه وسلم من الجنون، فقال تعالى: {مَا أَنتَ بِنِعْمَةِ رَبِّكَ بِمَجْنُون}[36] وفي آخرها حكى قول المشركين، فقال تعالى: {وَيَقُولُونَ إِنَّهُ لَمَجْنُون}[37]، فسبحان من نفى عن رسوله التهمة قبل حكايتها.[38]

### القسم الثاني: مناسبة افتتاح السورة لخاتمة ما قبلها:
- قال الزركشي: إذا اعتبرت افتتاح كل سورة، وجدته في غاية المناسبة لما ختمت به السورة قبله، ثم هو يخفى تارة ويظهر أخرى، كقوله سبحانه في آخر سورة الطور: {وَمِنَ اللَّيْلِ فَسَبِّحْهُ وَإِدْبَارَ النُّجُوم}[39]، ثم قال في السورة التي تليها: {وَالنَّجْمِ إِذَا هَوَى}.[40]
- وافتتاح سورة الحديد بالتسبيح بقوله تعالى: {سَبَّحَ لِلَّهِ مَا فِي السَّمَاوَاتِ وَالأَرْضِ وَهُوَ الْعَزِيزُ الْحَكِيم}[41]، فإنه في غاية المناسبة لختام سورة الواقعة التي قبلها، والتي أمرت به بقوله تعالى: {فَسَبِّحْ بِاسْمِ رَبِّكَ الْعَظِيم}.[42]

### القسم الثالث: مناسبة افتتاح السورة لمقاصدها:
- سورة الإسراء: افتتحت بالتسبيح بقوله تعالى: {سُبْحَانَ الَّذِي أَسْرَى بِعَبْدِهِ لَيْلاً مِّنَ الْمَسْجِدِ الْحَرَامِ إِلَى الْمَسْجِدِ الأَقْصَى الَّذِي بَارَكْنَا حَوْلَهُ لِنُرِيَهُ مِنْ آيَاتِنَا إِنَّهُ هُوَ السَّمِيعُ البَصِير}.[43]
- سورة الكهف وهي تالية لها في الترتيب افتتحت بالحمد، بقوله تعالى: {الْحَمْدُ لِلَّهِ الَّذِي أَنزَلَ عَلَى عَبْدِهِ الْكِتَابَ وَلَمْ يَجْعَل لَّهُ عِوَجَا}[44]، قال ابن الزملكاني إن سورة "سبحان" لما اشتملت على الإسراء الذي كذب المشركون به النبي صلى الله عليه وسلم، وتكذيبه تكذيب لله سبحانه وتعالى، أتى بـــ"سبحان"، لتنزيه الله تعالى عما نسب إلى نبيه من الكذب، وسورة الكهف لما أنزلت بعد سؤال المشركين عن قصة أصحاب الكهف، وتأخر الوحي، نزلت مبينة أن الله لم يقطع نعمته عن نبيه، ولا عن المؤمنين، بل أتم عليهم النعمة بإنزال الكتاب، فناسب افتتاحها بالحمد على هذه النعمة.[30]

## كتب في علم السور والآيات
1. العزف على أنوار الذكر، محمود توفيق محمد سعد.
2. أسرار ترتيب القرآن، السُّيوطي، دار الفضيلة للنشر والتوزيع.
3. البرهان في علوم القرآن، الزركشي، دار إحياء الكتب العربية عيسى البابى الحلبي وشركائه
4. المناسبات بين الآيات والسور "فوائدها، وأنواعها، وموقف العلماء منها"، سامي عطا الله حسن.
5. أسرار ترتيب القرآن، السُّيوطي.
6. آراء العلماء في المناسبات، أحمد حسن، الجامعة الإسلامية بالمدينة المنورة.
7. اقتران الأسماء الحسنى في أواخر الآيات من سورة البقرة حصرها، معانيها، مناسباتها، سليمان بن قاسم العيد، مجلة جامعة الإمام.
8. علم المناسبة "منطلقاته أهميته وموقف العلماء منه"، أحمد فريد أبو هزيم، مجلة الشريعة والدراسات الإسلامية، جامعة الكويت.
9. آيات الأسئلة فيما عدا سورة البقرة في القرآن الكريم دراسة تفسيرية، نوح زرنان الحديثي، مجلة الدراسات التاريخية والحضارية.
10. صفوة البيان لمعاني القرآن، حسنين محمد مخلوف، لجنة الاحتفالات بمقدم القرن الخامس عشر الهجري.
11. مناسبة ختم الآيات القرآنية بأسماء الله الحسنى سورة البقرة، وليد محمد العلي، مجلة الدراسات العربية، جامعة المنيا.
12. في مناسبة الآيات والسور، أحمد حسن.
13. مناسبة بعض أسماء الله الحسنى للآيات القرآنية ودلالاتِها، سارة محمد عبد الله الحروب، جامعة آل البيت.
14. سورة الدخان دراسة في علم المناسبة، رفاعي سرور.
15. النظم المعنوي والتركيبي لسورة البقرة دراسة لغوية في ضوء علم المناسبة، زهراء خالد العبيدي، دراسات العلوم الإنسانية والاجتماعية.[45]

## حاشية
1. ↑  سورة النمل، الآية 30